# Alamotyrannus brinkmani
"Alamotyrannus" es un nombre informal (Nomen nudum) dado a un dinosaurio terópodo tiranosáurido del Cretácico superior de Norteamérica. Sus restos (descubiertos por anónimos) se encontraron en la formación Ojo Álamo de Nuevo México. Puede ser un género distinto o simplemente un Tyrannosaurus rex. El binomio sugerido, "Alamotyrannus brinkmani", se creó en un artículo de 2013. "Alamotyrannus" vivió durante el Maastrichtiano, hace 70 millones de años, dos Ma antes de que existiera el espécimen más antiguo de Tyrannosaurus rex.
Gilmore informó por primera vez Dientes de Deinodon en 1916, luego notó grandes vértebras de terópodos en 1919 Lehman en 1981 informó un metatarsiano y dientes Albertosaurus. Lucas et al. en 1987 refirierón NMMNH P-13000 a cf. Tyrannosaurus rex y tres dientes a Albertosaurus. Carr y Williamson en 2000 refirieron NMMNH P-7199 a Tyrannosaurus y Williamson y Carr en 2005 identificaron NMMNH P-13000, NMMNH P-132888, NMMNH P-133894, NMMNH P-132812 y AMNH 5882 como cf. Tiranosaurio rex. Sullivan et al. en 2005 identificaron el fémur SMP V-1113 como Daspletosaurus sp., basándose en la comparación con un Gorgosaurus o Daspletosaurus sp. nov.. Jasinski et al. en 2011 pensaron que el escapulocoracoides podría ser Tyrannosaurus sp., aunque enumeraron todo el material de Naashoibito como Tyrannosauridae indetenrminado. Dalman en 2013 afirmó que el material de Naashoibito es diagnóstico y proporcionó una referencia a un artículo en prensa que lo nombra "Alamotyrannus brinkmani". Se desconoce qué espécimen es el holotipo previsto o cuáles son los caracteres de diagnóstico. Más tarde, Dalman declaró que el artículo se pospuso a medida que se descubrieron restos más completos y que el taxón recibiría un nombre diferente.